# Villers-Agron-Aiguizy
Pour les articles homonymes, voir Villers et Agron (homonymie).
Villers-Agron-Aiguizy est une commune française située dans le département de l'Aisne, en région Hauts-de-France.

## Géographie
Le village, arrosé par la Semoigne, se trouve à la limite de la région Grand-Est et de la région Hauts-de-France.

### Communes limitrophes

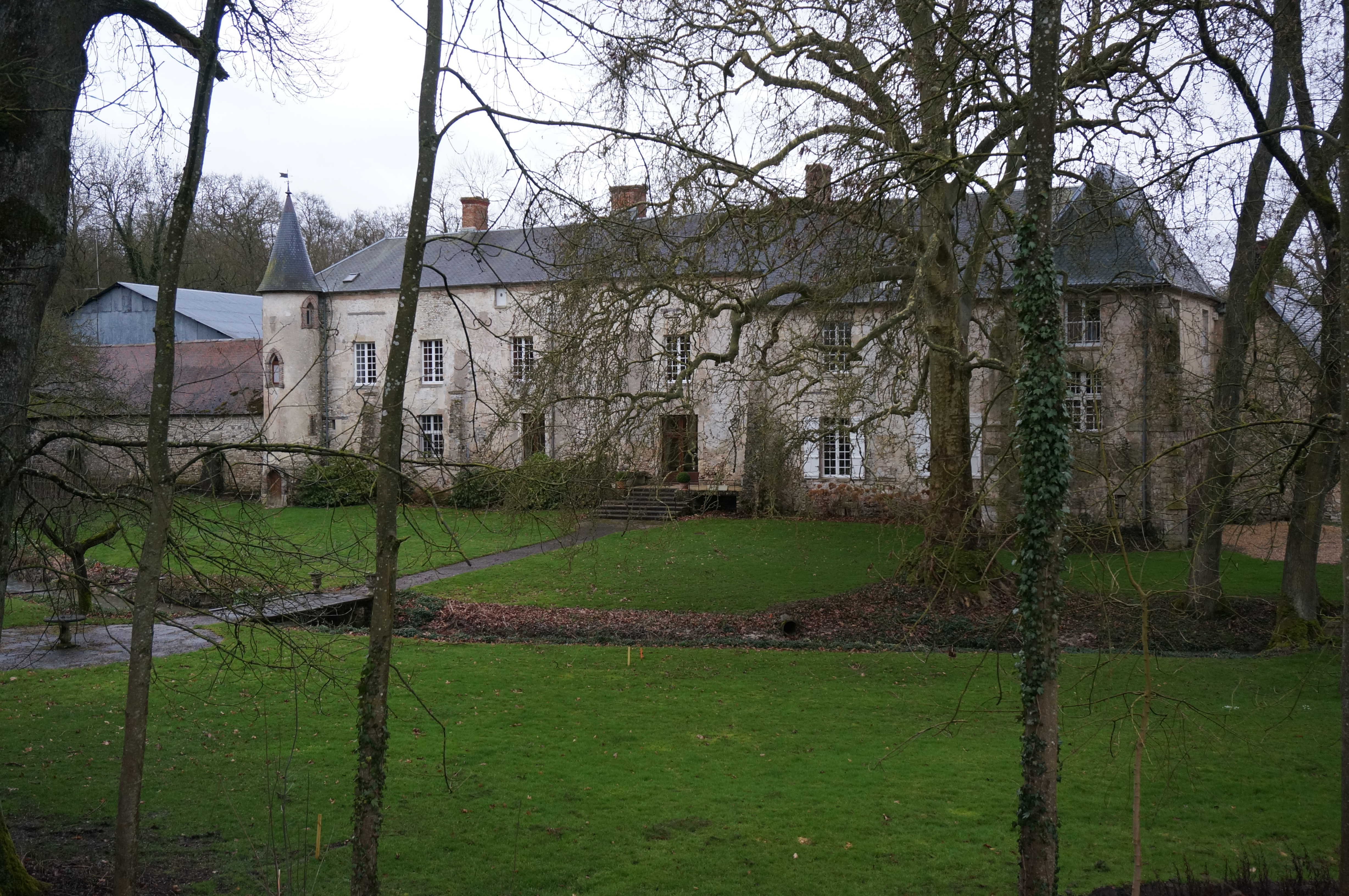
La Semoigne arrosant le parc inscrit du golf.

### Hydrographie
La commune est située dans le bassin Seine-Normandie. Elle est drainée par la Semoigne, la Vallée Lourdé, le cours d'eau 01 de la commune d'Aougny, le cours d'eau 01 de la Marnière, le cours d'eau 01 du Marais et le fossé de la Noue,,.
La Semoigne, d'une longueur de 17 km, prend sa source dans la commune de Romigny et se jette  dans la Marne à Verneuil, après avoir traversé six communes.

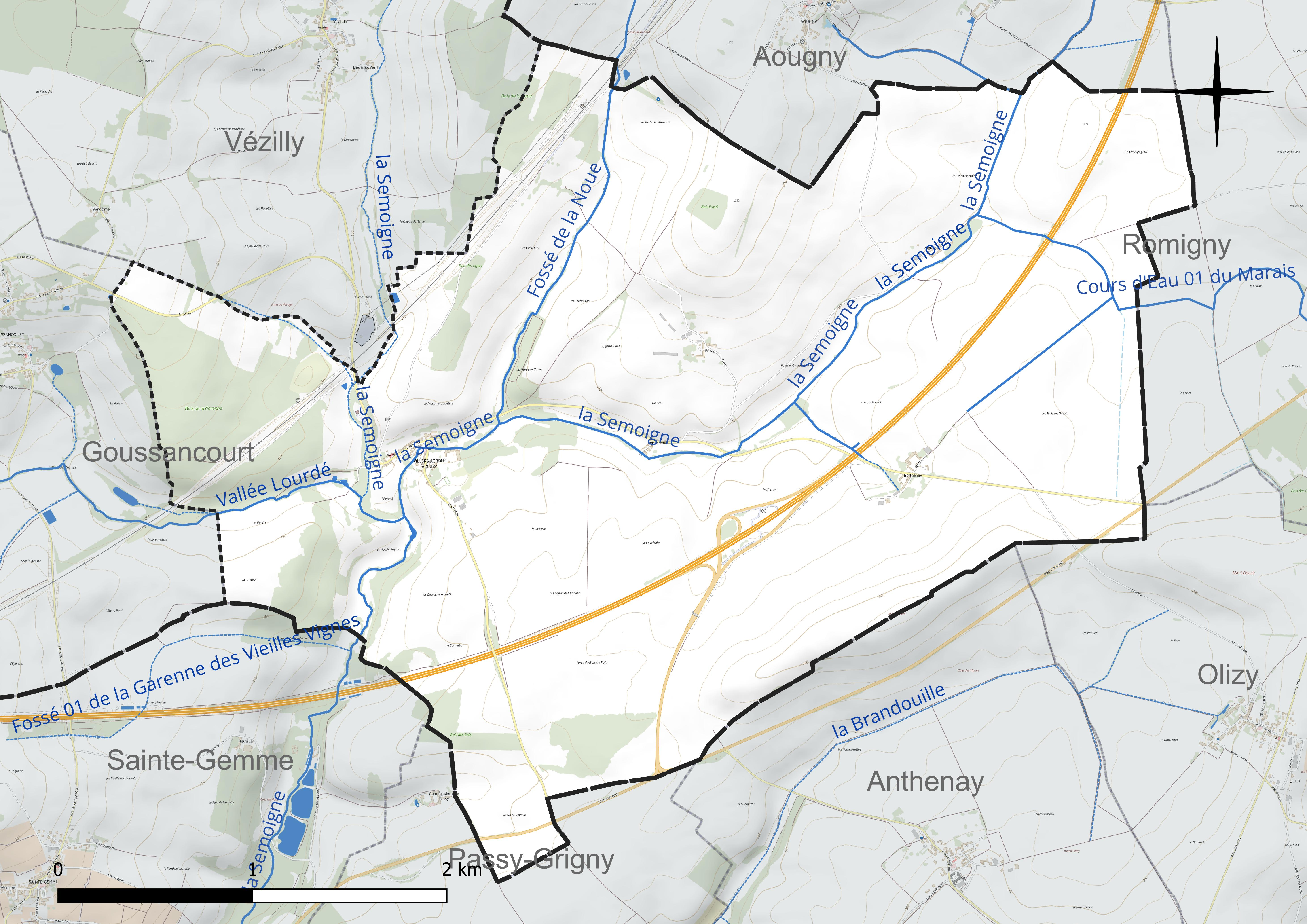
Réseau hydrographique de Villers-Agron-Aiguizy.

### Climat
Pour des articles plus généraux, voir Climat des Hauts-de-France et Climat de l'Aisne.
En 2010, le climat de la commune est de type climat océanique dégradé des plaines du Centre et du Nord, selon une étude du CNRS s'appuyant sur une série de données couvrant la période 1971-2000. En 2020, Météo-France publie une typologie des climats de la France métropolitaine dans laquelle la commune est exposée à un climat océanique altéré et est dans la région climatique Nord-est du bassin Parisien, caractérisée par un ensoleillement médiocre, une pluviométrie moyenne régulièrement répartie au cours de l'année et un hiver froid (3 °C).
Pour la période 1971-2000, la température annuelle moyenne est de 10,3 °C, avec une amplitude thermique annuelle de 15,6 °C. Le cumul annuel moyen de précipitations est de 766 mm, avec 12,2 jours de précipitations en janvier et 8,4 jours en juillet. Pour la période 1991-2020, la température moyenne annuelle observée sur la station météorologique la plus proche, située sur la commune de Chambrecy à 9 km à vol d'oiseau, est de 10,7 °C et le cumul annuel moyen de précipitations est de 734,0 mm,. Pour l'avenir, les paramètres climatiques de la commune estimés pour 2050 selon différents scénarios d'émission de gaz à effet de serre sont consultables sur un site dédié publié par Météo-France en novembre 2022.

## Urbanisme

### Typologie
Au 1er janvier 2024, Villers-Agron-Aiguizy est catégorisée commune rurale à habitat très dispersé, selon la nouvelle grille communale de densité à 7 niveaux définie par l'Insee en 2022.
Elle est située hors unité urbaine. Par ailleurs la commune fait partie de l'aire d'attraction de Reims, dont elle est une commune de la couronne,. Cette aire, qui regroupe 294 communes, est catégorisée dans les aires de 200 000 à moins de 700 000 habitants,.

### Occupation des sols
L'occupation des sols de la commune, telle qu'elle ressort de la base de données européenne d'occupation biophysique des sols Corine Land Cover (CLC), est marquée par l'importance des territoires agricoles (85 % en 2018), en diminution par rapport à 1990 (90,6 %). La répartition détaillée en 2018 est la suivante : 
terres arables (81,1 %), forêts (9,3 %), espaces verts artificialisés, non agricoles (5,7 %), zones agricoles hétérogènes (2,5 %), prairies (1,5 %).
L'évolution de l'occupation des sols de la commune et de ses infrastructures peut être observée sur les différentes représentations cartographiques du territoire : la carte de Cassini (XVIIIe siècle), la carte d'état-major (1820-1866) et les cartes ou photos aériennes de l'IGN pour la période actuelle (1950 à aujourd'hui).

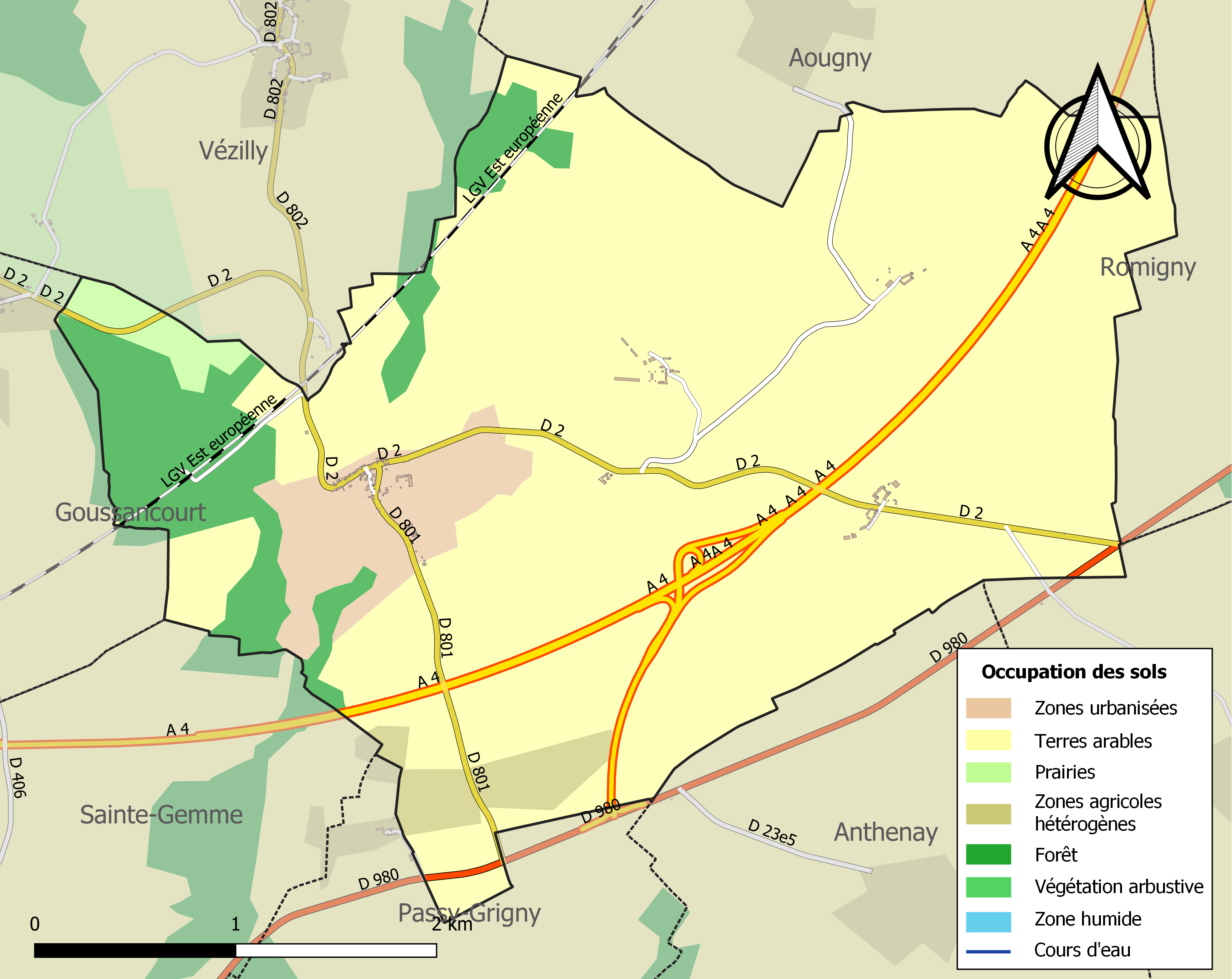
Carte de l'occupation des sols de la commune en 2018 (CLC).

## Toponymie
Le nom de la localité est attesté sous les formes Villereium (1192) ; Villers-Hagron (1573) ; Vilers-Hagron (1635).

Villers a pour variante Villars, du latin villaris, dérivé de villa (« ferme »).
L'Agron est une rivière, affluent de l'Aire, et donc sous-affluent de la Seine par l'Aisne puis l'Oise. Mais, qui coule entièrement dans le département des Ardennes.

Son nom est une combinaison de lundr et du vieux norrois hagi, enclos.
Aiguizy, ancien hameau de la commune, est attesté sous les formes Aguisi (1154) ; Aguisiacus (XIIe siècle) ; Agusi (1210) ; Agusiacus (1210) ; Aguseium (1211) ; Aguiseium (1221) ; Aguysy (XIIIe siècle) ; Aguisy (1306) ; Aiguisi (1638) ; Éguisy (1699) ; Esguisy (1710).

## Histoire
Un habitat gallo-romain au lieu-dit Quarante Arpents, une nécropole mérovingienne à Aiguizy.
Les hameaux d'Aiguisy et de Bertenay qui formaient une paroisse à part, sont réunis à Villers-Agron en 1819. La commune prend alors le nom de Villers-Agron-Aiguizy.

## Politique et administration

### Découpage territorial
La commune de Villers-Agron-Aiguizy est membre de la communauté d'agglomération de la Région de Château-Thierry, un établissement public de coopération intercommunale (EPCI) à fiscalité propre créé le 1er janvier 2017 dont le siège est à Étampes-sur-Marne. Ce dernier est par ailleurs membre d'autres groupements intercommunaux.
Sur le plan administratif, elle est rattachée à l'arrondissement de Château-Thierry, au département de l'Aisne et à la région Hauts-de-France. Sur le plan électoral, elle dépend du  canton de Fère-en-Tardenois pour l'élection des conseillers départementaux, depuis le redécoupage cantonal de 2014 entré en vigueur en 2015, et de la cinquième circonscription de l'Aisne  pour les élections législatives, depuis le dernier découpage électoral de 2010.

### Administration municipale
| Période                                  | Période                  | Identité        | Étiquette | Qualité                                    |
| ---------------------------------------- | ------------------------ | --------------- | --------- | ------------------------------------------ |
| Les données manquantes sont à compléter. |                          |                 |           |                                            |
| mars 2001                                | mars 2008                | Jean-Marie Guay |           |                                            |
| mars 2008                                | avril 2014               | Bruno Moroy     |           |                                            |
| avril 2014                               | En cours (au 14 juillet) | Xavier Ferry    | SE        | Agriculteur Réélu pour le mandat 2020-2026 |

## Démographie
L'évolution du nombre d'habitants est connue à travers les recensements de la population effectués dans la commune depuis 1793. Pour les communes de moins de 10 000 habitants, une enquête de recensement portant sur toute la population est réalisée tous les cinq ans, les populations de référence des années intermédiaires étant quant à elles estimées par interpolation ou extrapolation. Pour la commune, le premier recensement exhaustif entrant dans le cadre du nouveau dispositif a été réalisé en 2008.

En 2022, la commune comptait 70 habitants, en évolution de −9,09 % par rapport à 2016 (Aisne : −1,97 %, France hors Mayotte : +2,11 %).
| 1793 | 1800 | 1806 | 1821 | 1831 | 1836 | 1841 | 1846 | 1851 |
| ---- | ---- | ---- | ---- | ---- | ---- | ---- | ---- | ---- |
| 118  | 137  | 129  | 129  | 181  | 243  | 245  | 233  | 230  |

| 1856 | 1861 | 1866 | 1872 | 1876 | 1881 | 1886 | 1891 | 1896 |
| ---- | ---- | ---- | ---- | ---- | ---- | ---- | ---- | ---- |
| 222  | 218  | 232  | 202  | 196  | 199  | 194  | 180  | 155  |

| 1901 | 1906 | 1911 | 1921 | 1926 | 1931 | 1936 | 1946 | 1954 |
| ---- | ---- | ---- | ---- | ---- | ---- | ---- | ---- | ---- |
| 162  | 151  | 168  | 166  | 152  | 162  | 137  | 141  | 110  |

| 1962 | 1968 | 1975 | 1982 | 1990 | 1999 | 2006 | 2008 | 2013 |
| ---- | ---- | ---- | ---- | ---- | ---- | ---- | ---- | ---- |
| 115  | 104  | 90   | 85   | 80   | 70   | 91   | 97   | 85   |

| 2018 | 2022 | - | - | - | - | - | - | - |
| ---- | ---- | - | - | - | - | - | - | - |
| 71   | 70   | - | - | - | - | - | - | - |

## Lieux et monuments
- Le château de Salsogne.
- Le château de Villers Agron

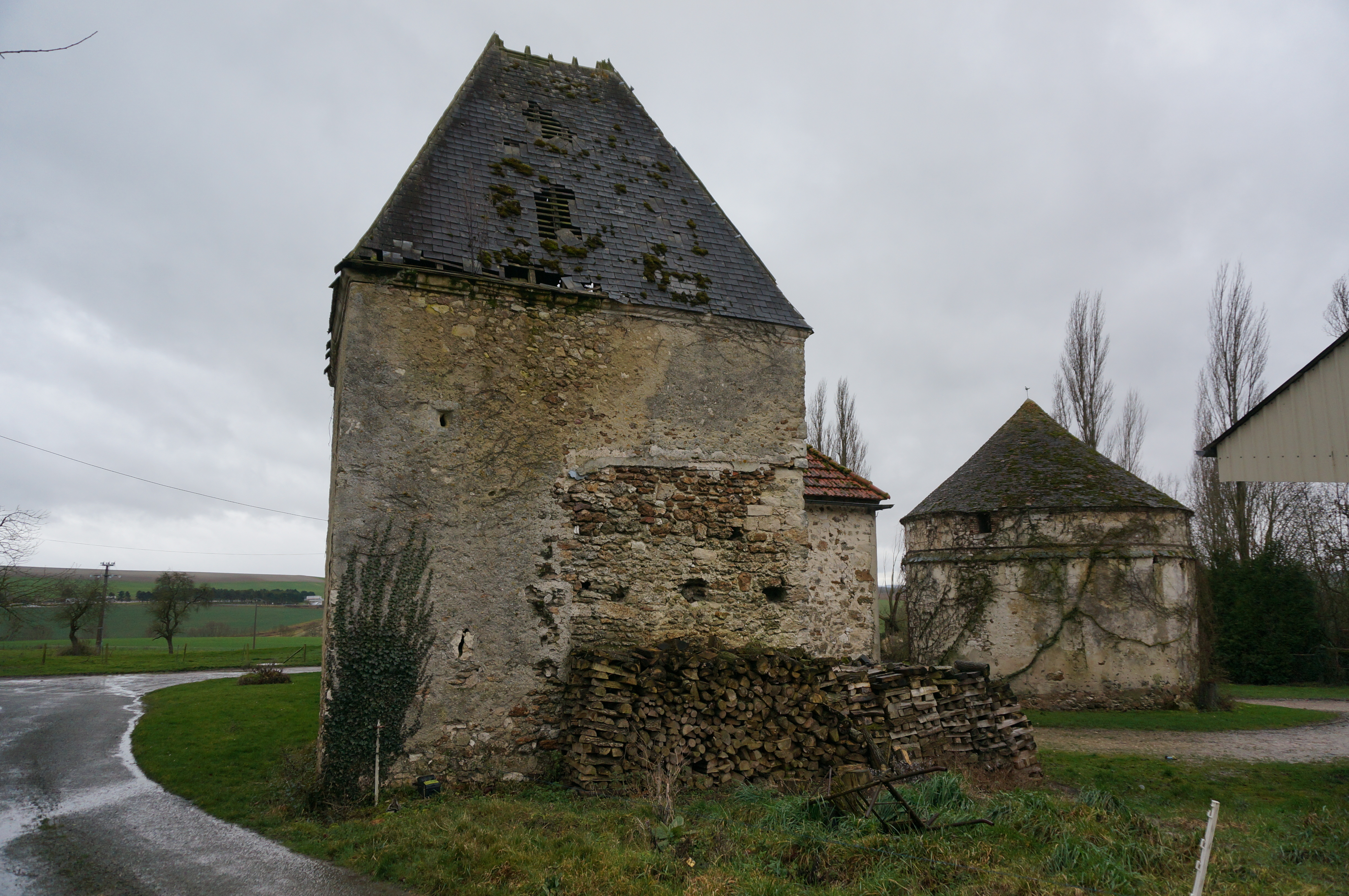
La ferme de Forzy à l'écart du village.

- L'église paroissiale, dédiée à Notre-Dame-de-la-Nativité
- L'ancienne église paroissiale d'Aiguizy, disparue.